# Mikayla Raines
Mikayla Anne Raines (* 5. März 1995 in Burnsville (Minnesota); † 20. Juni 2025) war eine US-amerikanische Tierschützerin, Tierrechtsaktivistin, Wildtierpflegerin und YouTuberin. Sie arbeitete zunächst besonders eng mit Füchsen und war Gründerin und Geschäftsführerin (CEO) von SaveAFox Rescue in Minnesota, einer gemeinnützigen Tierschutzorganisation, die sich auf die Rettung von Tieren aus Pelztierfarmen spezialisiert hat.

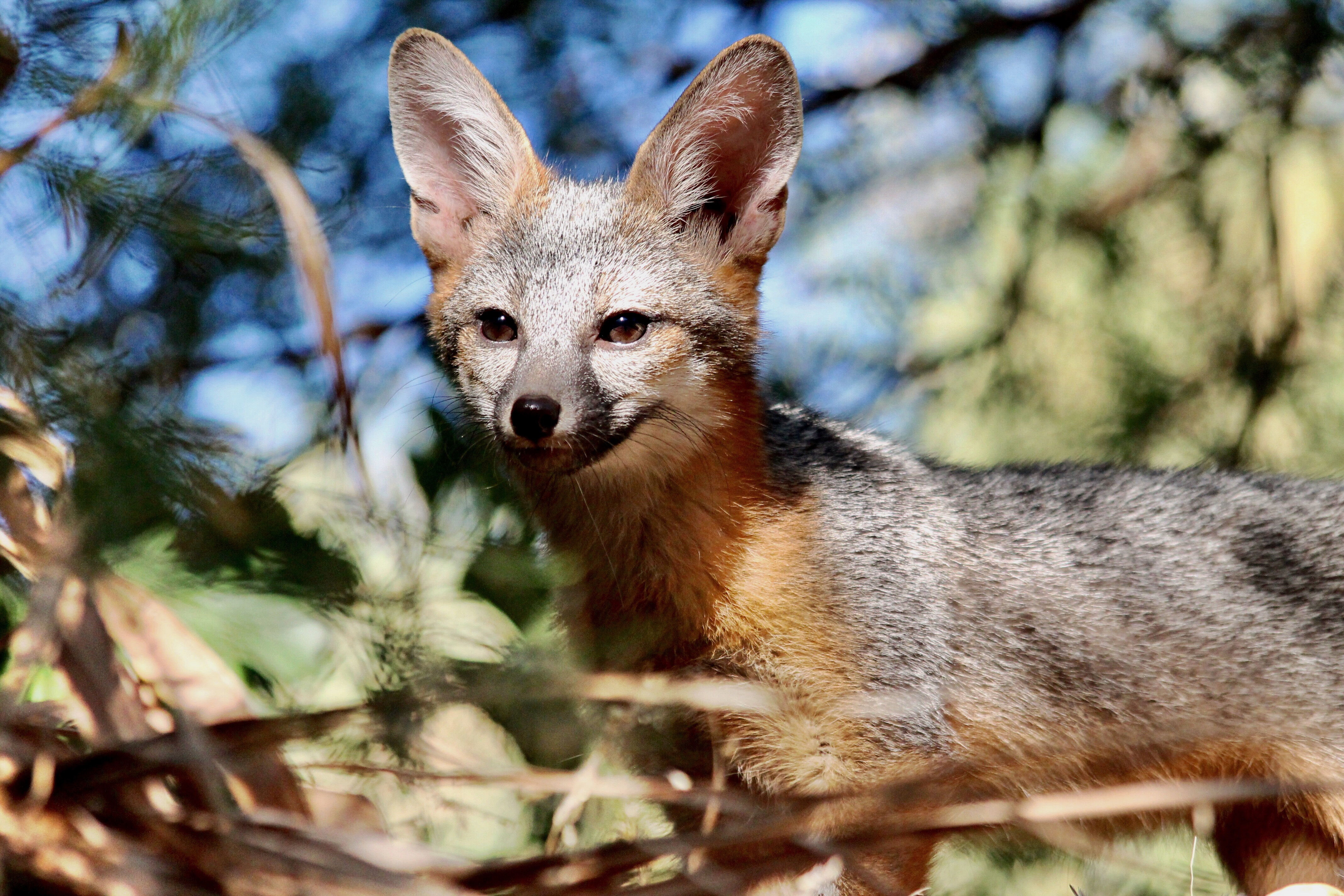
Raines zog mit 15 Jahren ihren ersten Fuchs auf. Dabei handelte es sich um einen Graufuchs (Beispiel auf dem Bild).

Mikayla Raines wurde als Tochter der Tierschützerin Sandi Raines in Burnsville geboren. Sie wuchs in einem ländlichen Umfeld in Lakeville in Minnesota auf, wo ihre Mutter ein großes Grundstück besaß. Bereits in ihrer Jugend schützte und half die mit Autismus diagnostizierte Raines Tiere und besuchte mit ihrer Mutter Kurse zur Auswilderung von Tieren. Im Alter von fünfzehn Jahren zog sie ihren ersten Fuchs mit der Flasche auf. Mit 18 ließ sie sich zur Auswilderin ausbilden und erhielt 2016 die Lizenz hierzu. Sie studierte Veterinärtechnologie an der Globe University.
Durch die Dokumentation ihrer Arbeit und der ihres Tierheims auf Instagram und YouTube, baute sie eine hohe Präsenz in den sozialen Medien auf und erregte die Aufmerksamkeit der traditionellen Medien, wobei Beiträge über verschiedene Füchse, die in ihren Beiträgen zu sehen waren, ebenfalls viral gingen. Allein auf Youtube hatte sie 2,4 Millionen Follower. Laut Angaben ihres Ehemanns starb sie durch Suizid, nachdem sie mit Online-Mobbing zu kämpfen hatte. Ihr Tod fand breite Beachtung in den Medien und löste eine Diskussion über Cybermobbing und psychische Gesundheit aus.